# Château de Carrick
Le château de Carrick est un château du XVe siècle sur les rives ouest de Loch Goil, en Argyll, en Écosse. Il est situé entre Cuilmuich et Carrick, 4 km au sud de Lochgoilhead. 
Le château est composé de deux étages au-dessus du grand hall.

## Histoire
Les ruines actuelles sont vraisemblablement celles de la troisième construction bâtie sur le site. La première était peut-être un fort normand. La seconde structure, et premier château, aurait été construite au XIIe siècle. Devenue une demeure de chasse pour les rois écossais, Carrick était à l'origine la forteresse du clan Lamont. En 1368 elle passe ensuite aux mains du Clan Campbell. 
La troisième construction, le château de la fin du XVe siècle, est une forteresse royale, tenue par les comtes d'Argyll qui en sont les gardiens héréditaires, et est le symbole de leur pouvoir dans le sud de l'Argyll. C'est l'un de leurs trois principaux châteaux, avec le château de Duart et celui de Fincharn.
Marie d'Écosse le visite en 1563. 
En 1685, durant la rébellion d' Archibald Campbell contre le roi Jacques II, le château est bombardé et son donjon est fortement endommagé et perd son toit. 
Le château est depuis occupé par intermittence, avant d'être acheté par les Murray, comtes de Dunmore. Il est aujourd'hui toujours en ruines mais en restauration. C'est une propriété privée.